# Raoiella rahii
Raoiella rahii är en spindeldjursart som beskrevs av Akbar och Mohammad Nazeer Chaudhri 1987. Raoiella rahii ingår i släktet Raoiella och familjen Tenuipalpidae. Inga underarter finns listade i Catalogue of Life.